# Epiphora liberensis
Epiphora liberensis är en fjärilsart som beskrevs av Eugène Louis Bouvier 1928. Epiphora liberensis ingår i släktet Epiphora och familjen påfågelsspinnare. Inga underarter finns listade i Catalogue of Life.